# Ligue communiste (1930)

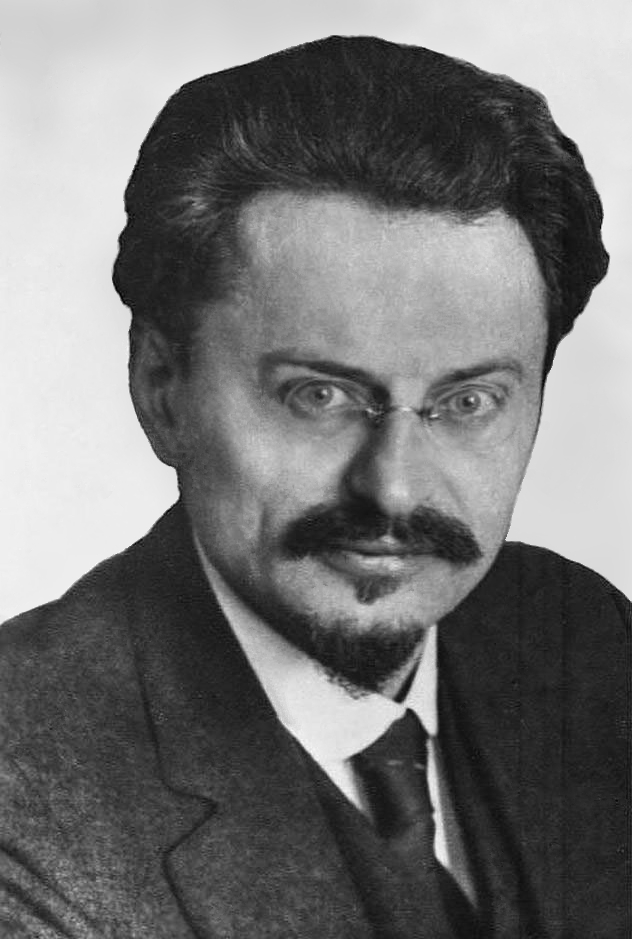
Leo Trotzki

Die Ligue communiste war eine französische trotzkistische Partei während der Dritten Republik. Sie bestand von 1930 bis 1936.

## Geschichte

### Gründung
Die im April 1930 als interne Tendenz innerhalb der Parti communiste français (PCF) gegründete Ligue Communiste organisierte sich um die im August 1929 gegründete Zeitschrift La Vérité, die von Alfred Rosmer geleitet wurde. Dieser wurde von Leo Trotzki selbst beauftragt, die beiden rivalisierenden Tendenzen des französischen Trotzkismus zu vereinen. Diese Rivalitäten bestanden vor allem aus personellen Gründen zwischen der Gruppe der Surrealisten um Pierre Naville und Gérard Rosenthal auf der einen Seite und der Gruppe um Raymond Molinier und Pierre Frank auf der anderen Seite.
Der junge Yvan Craipeau traf sich daraufhin mit seinen wenigen Aktivisten mit einem halben Dutzend Führer um Pierre Naville und Raymond Molinier. Naville, Rosmer und Rosenthal entfernten Molinier und Frank schnell aus der Führung der Ligue communiste und erregten damit Trotzkis Zorn, der die ausländischen Delegierten, die Mitte 1931 nach Paris gekommen waren (darunter Andreu Nin, Amadeo Bordiga, Trotzkis Sohn Lew Lwowitsch Sedow und der Amerikaner Max Shachtman), aufforderte, zwischen den rivalisierenden Tendenzen zu schlichten.
Alfred Rosmer trat im Dezember 1930 aus der Ligue communiste aus und unterstützte anschließend die kleine Splittergruppe „La Gauche communiste“ (Die kommunistische Linke). Mehrere Aktivisten, die sich später zur Ultralinken entwickelten (Albert Treint, Marc Chirik usw.), nahmen an der Ligue communiste teil, aber 1933 kam es zu einer Spaltung, die zur Gründung der Union communiste führte, die sich in Richtung Rätekommunismus entwickelte. Ab 1932 begann die Ligue communiste, Mitglieder zu rekrutieren und profitierte dabei von der „Klasse gegen Klasse“-Linie, die die PCF vor dem Hintergrund des aufkommenden Faschismus verfolgte. Trotzki selbst gelang es, nach der Wahl des Cartel des gauches ein Visum für die Einreise nach Frankreich zu erhalten.

## Entretismus zur SFIO
Nach den Unruhen vom 6. Februar 1934 veröffentlichte Trotzki den ersten Artikel über „Entrismus“ in La Vérité (10. Juli 1934), ohne ihn jedoch zu unterzeichnen. Am 3. August 1934 unterschrieb auch Raymond Molinier einen Text mit dem Titel „Unité organique? Oui!“, (Organische Einheit? Ja!) in dem er eine Fusion zwischen der SFIO und der PCF in Betracht zog. Unter der Führung von Raymond Molinier und Pierre Frank folgte eine kleine Mehrheit Trotzkis Anweisungen und trat in die SFIO ein, wo sie die „bolschewistisch-leninistische Gruppe“ (BL) bildete. Die Ligue communiste selbst wurde zwar nicht offiziell aufgelöst, aber auf ein Sekretariat reduziert, das für die Verbindungen zu anderen kommunistischen Ligen im Ausland zuständig war, um die Gründung der Vierten Internationale vorzubereiten. Andere, wie der spätere Anarchismushistoriker Jean Maitron, zogen es 1935 sogar vor, zur PCF zurückzukehren, anstatt diese Taktik zu billigen.
Diese „Französische Wende“ wurde in anderen Ländern nachgeahmt: Die Workers Party of the United States trat 1936 der Socialist Party of America bei, und die Communist League of the UK gründete die Marxist Group innerhalb der Independent Labour Party.
Auf dem Mülhausener Kongress der SFIO im Juni 1935 wurden die Trotzkisten jedoch überstimmt, da Léon Blum erklärte, dass er die „organische Einheit“ mit der KPF der mit dieser Gruppierung eindeutig vorziehe. Im Sommer wurden Fred Zeller, David Rousset, Yvan Craipeau und ihre linken Freunde aus dem Mouvement des Jeunes Socialistes, also der SFIO, ausgeschlossen. Marceau Pivert gründete darauf die Gauche révolutionnaire (Revolutionäre Linke).

## Spaltung
Im August 1935 (nach schweren Unruhen in Toulon und Brest) entschied sich Trotzki für eine Umkehr und beschloss die Errichtung einer autonomen, von der SFIO abgekoppelten Partei.
Naville organisierte den Austritt der Bolschewisten-Leninisten aus der SFIO und gründete mit der Parti ouvrier révolutionnaire eine eigene, bedeutungslos bleibende Partei. Craipeau gründete die Jeunesses socialistes révolutionnaires (JSR), der sich auch Zeller, Jean Rous und Pierre Boussel anschlossen. Molinier und Frank gründeten die Groupes d’action révolutionnaire (Revolutionäre Aktionsgruppen, GAR).
Auf Druck Trotzkis schlossen sich die JSR und GAR zur Parti ouvrier internationaliste (POI) zusammen, aus der Molinier und Frank aber nach kurzer Zeit wieder ausgeschlossen wurden. Diese gründeten darauf die Parti communiste internationaliste (Internationalistische Kommunistische Partei, PCI).